# Andreas Hedlund
Andreas Hedlund (* 11. September 1973) ist ein schwedischer Metal-Musiker, Sänger und Multi-Instrumentalist. Hedlund wirkt und wirkte an diversen bekannten Bands mit, darunter Vintersorg (sein Hauptprojekt), Borknagar, Otyg und Cronian.

## Biografie
Hedlunds musikalische Karriere begann 1994, als er mit einigen anderen Musikern die Band Vargatron gründete. Der ursprüngliche Stil war Metal mit Black-Metal-Einflüssen, jedoch meist cleanem Gesang. Nach mehreren Besetzungswechseln zerbrach die Gruppe, Hedlund entschied sich jedoch dazu, mit den Songs weiterzuarbeiten, die er für Vargatron geschrieben hatte. So überführte er die Band in ein Solo-Projekt unter dem Namen Vintersorg. Das Debütalbum Till fjälls erschien im Jahr 1998.
Im Jahr 2000 beteiligte sich Hedlund an der bislang einzigen Veröffentlichung von Havayoth.
Ab 2001 war Hedlund fester Sänger bei Borknagar. Im Februar 2019 gab Hedlund bekannt, aus der Band auszusteigen.
Ende 2005 gründete er die Band Cronian und startete ein weiteres Soloprojekt, Waterclime, das sich musikalisch an alten (Progressive-)Rock-Klassikern orientiert. 
Gemeinsam mit dem ehemaligen Vintersorg-Livegitarristen Andreas Stenlund begründete Hedlund 2017 das Death-Metal-Projekt Harmdaud, das bislang zwei Alben veröffentlichte.
Hedlund ist zudem Sänger beim Progressive-Metal-Projekt Fission von Schlagzeuger Benny Hägglund.

## Diskografie

### MitOtyg
- Älvefärd (1998)
- Sagovindars boning (1999)

### MitVintersorg
- Hedniskhjärtad (EP) (1998)
- Till fjälls (1998)
- Ödemarkens son (1999)
- Cosmic Genesis (2000)
- Visions from the Spiral Generator (2002)
- The Focusing Blur (2004)
- Solens rötter (2007)
- Jordpuls (2011)
- Orkan (2012)
- Naturbål (2014)
- Till fjälls: Del II (2017)

### MitHavayoth
- His Creation Reversed (2000)

### MitBorknagar
- Empiricism (2001)
- Epic (2004)
- Origin (2006)
- Universal (2010)
- Urd (2012)
- Winter Thrice (2016)

### MitFission
- Crater (2004)
- Pain Parade (2008)

### Mit Waterclime
- The Astral Factor (2006)
- Imaginative (2007)

### Mit Cronian
- Terra (2006)
- Enterprise (2008)
- Erathems (2013)